# 이고르스 시슈킨스

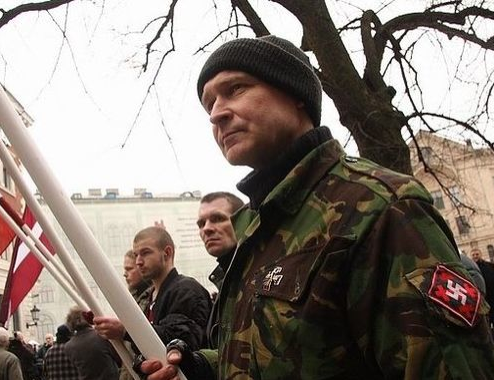
이고르스 시슈킨스

이고르스 시슈킨스(라트비아어: Igors Šiškins, 1959년 5월 9일 ~ )는 라트비아의 정치인이다.
레제크네에서 러시아인 아버지와 라트비아인 어머니 사이에서 태어났으며 1990년대에는 라트비아의 급진적 민족주의 조직인 페르콩크루스츠(Pērkonkrusts, 라트비아어로 "천둥 십자가"라는 뜻)에서 활동했다.
1997년 6월에는 리가에서 일어난 소련군 승리 기념탑 폭파 미수 사건에 가담했다. 1998년 4월에는 라트비아 법원으로부터 유죄 판결을 받았지만 2001년 라트비아 대법원으로부터 감형 조치를 받았다.
2007년에는 구스타브 구스타브 첼미나 센터(Gustav Celmiņa)를 설립하면서 급진적 민족주의 운동을 전개했으며 2012년에는 우크라이나, 러시아, 독일, 폴란드에서 열린 라트비아 무장친위대 기념 행사에 초청받았다.